# (31668) 1999 JX3
1999 JX3 (asteroide 31668) é um asteroide da cintura principal. Possui uma excentricidade de 0.12392960 e uma inclinação de 11.14507º.
Este asteroide foi descoberto no dia 6 de maio de 1999 por Frank B. Zoltowski em Woomera.